# Європейська політика сусідства

Країни-сусіди ЄС:
Європейський Союз
Офіційні кандидати
Європейська політика сусідства
Східне партнерство
Південна група
Інші країни Середземноморського Союзу

Європе́йська полі́тика сусі́дства (ЄПС) (англ. European Neighbourhood Policy) — політика Європейського Союзу; має на меті створити на південь і схід від нових кордонів розширеного Європейського Союзу зону стабільності миру і добробуту шляхом налагодження тісних довготривалих відносин з сусідніми країнами.
Європейська політика сусідства (ЄПС) спрямована на те, щоб не припустити виникнення нової лінії розподілу між розширеним ЄС та його сусідами, і надати їм можливість брати участь в різних видах діяльності ЄС шляхом тіснішої політичної, економічної, культурної співпраці та взаємодії в галузі безпеки. Концепція ЄПС охоплює такі країни: Алжир, Азербайджан, Білорусь, Вірменія, Грузія, Єгипет, Ізраїль, Йорданія, Ліван, Лівія, Молдова, Марокко, Сирія, Туніс, Україна, а також Палестинська автономія.
Вперше концепція ЄПС була викладена у зверненні Комісії «Ширша Європа» у березні 2003 року. Вона засвідчила, що формування відносин з сусідами — один з пріоритетів зовнішньої політики розширеного ЄС. ЄПС не торкається питання потенційного членства. Вона пропонує сусіднім країнам привілейовані відносини, які будуватимуться на взаємному визнанні спільних цінностей, головним чином у сфері верховенства права; справедливого управління; дотримання прав людини, зокрема, прав меншин; принципів ринкової економіки та безперервного розвитку. Глибина цих відносин залежатиме від того, наскільки ефективно втілюватимуться спільні цінності.
Європейський Союз повинен зміцнювати політику сусідства в регіоні, орієнтуючись на два основні завдання:
- Співпраця з партнерами з метою зниження рівня бідності та створити зону спільного процвітання й цінностей, які базуються на глибшій економічній інтеграції, міцних політичних й культурних зв'язках, посиленій транскордонній співпраці та спільній відповідальності за запобігання конфліктам між ЄС та її сусідами.
- Закріплення позицій ЄС щодо конкретної вигоди і привілейованих відносин у межах диференційованих рамок, які відповідають прогресу, зробленому партнерськими країнами в політичних та економічних реформах.

Підхід Європейського Союзу базується на таких цілях:
- розширення внутрішнього ринку та регуляторних структур;
- привілейовані торговельні відносини та відкриття ринку;
- перспективи для законної міграції та руху людей;
- інтенсивна співпраця з метою запобігання і боротьби зі спільними загрозами для безпеки;
- активне політичне залучення ЄС для запобігання конфліктам і їх вирішення;
- активніші зусилля для сприяння правам людини, глибшій культурній співпраці та поглибленню взаєморозуміння;
- інтеграція в торговельні, енергетичні та телекомунікаційні мережі і європейську дослідницьку зону;
- нові інструменти для сприяння і захисту інвестицій;
- підтримка інтеграції у глобальну торговельну систему;
- посилена допомога, краще реагування на потреби;
- нові джерела фінансування.

Для фінансування діяльності в рамках ЄПС запроваджується новий «Інструмент європейського сусідства й партнерства» (ІЄСП), який починаючи з 2007 року замінить чинні програми технічної допомоги «ТАСІС» і «МЕДА» в країнах ЄПС і в Росії. Його мета - надання допомоги Європейським Співтовариством з метою розвитку зони процвітання та добросусідства та її ефективнішого використання. Період дії - 2007-2013 роки. ІЄСП має новий спеціальний компонент для підтримки транскордонного співробітництва на кордонах ЄС. До 2006 року включно для фінансування транскордонної співпраці Комісія буде спрямовувати кошти за допомогою чинних інструментів у так звані «Програми сусідства».
12 травня 2004 року Комісія представила конкретну Стратегію реалізації ЄПС і аналітичні доповіді щодо семи перших країн з «кола друзів»: Ізраїлю, Йорданії, Марокко, Молдови, Палестинської автономії, Тунісу та України. На основі стратегії виробляються детальні плани дій з кожною країною-партнером. Плани дій визначають пріоритетні завдання, виконання яких має зблизити країну з ЄС. Моніторинг виконання чинних Планів дій здійснює як Європейська комісія, так і громадське експертне середовище країн «кола друзів».